# タイムクライシス2
『タイムクライシス2』 (TIME CRISIS 2) は、ナムコ（後のバンダイナムコアミューズメント）によって製作されたアーケードガンシューティングゲーム。1998年4月1日に稼動開始。
タイムクライシスシリーズの第2弾。通称は『タイクラ2』『タイム2』タイトルの頭文字を取った『TC2』。
2001年には家庭用として「ガンコン2対応ソフト第1弾」としてグラフィックが改善され、PlayStation 2に移植・発売されている。

## システム
システムはシリーズで恒例の「敵と撃ち合う状態」と「物陰に隠れる状態」を任意に使い分けながら進むといった「撃って隠れる」が採用されている。制限時間が設けられており、制限時間が無くなると前作ではゲームオーバーとなっていたが、今作ではダメージを受ける（ライフを1つ失う）ように変更されている。
また、シリーズとしてだけでなく、国内におけるガンシューティングゲームとしては初めて筐体二台同士の通信に対応し、これにより2人協力プレイが可能になった（従来通り、1人での単独プレイも可能。なお、スコアランキングは1人単独と2人協力とでそれぞれ別々に集計される）。これに伴い、筐体は前作同様のシングル筐体だけでなく、二台が連結されて一組となった状態のタイプも発売された（前者は小型モニターのSDのみ、後者はSDと大型プロジェクターを採用したDX筐体が存在）。この仕様はシリーズのほとんど続編にも受け継がれていく。シリーズで筐体同士の通信による2人協力プレイに対応した作品でシングル筐体が発売されたのは本作が唯一である。
前作の時間制に替わり今作から得点制が導入され、連続ヒットを狙うと入手できる得点が増えるようになった。弾を命中させてから0.83秒以内に次の弾を命中させると、基本得点とは別に連続ヒットボーナスを獲得できる。ボーナス得点は連続ヒットを続けるほど高くなり、9連続ヒット以降は300～2000点まで上がる。弾を1発も外さずに命中させ続けると、10発目ごとに、基本得点とは別にノーミスヒットボーナスを獲得できる。ノーミスヒットボーナスは10発ごとに500点ずつ高くなるが100発目の5000点以降は高くならない。ボスや乗り物を除く敵に弾を1発命中させたあと、敵が倒れるまでの間に、2発の弾を続けてヒットさせる"追い打ちシステム"はスコアを稼ぐことの他に、より早く敵を仕留めるメリットがある。
武器は装弾数9発のハンドガンのみだが、ステージの分岐方向によっては装弾数無限のサブマシンガンを使う場面がある。
また、今作からプレイヤーに命中する弾が発射された時は、マズルフラッシュ（銃口の火花）や弾丸が赤く光るようになっている。

## ストーリー
1998年10月31日付けの報道で、アーネスト・ディアズ会長を筆頭とする「ネオダイン・インダストリー（NDI）社」は、次世代通信を担う新事業として、「スターライン・ネットワーク」計画の発足を表明。来月にも、その事業に供用する64基の低軌道周回通信衛星の打ち上げを行うと発表した。ディアズは記者会見で「これで世界は一つになります！」とぶち上げる。
だがこの報道から3週間後、「その実態が通信衛星ではなく、NDI社が世界征服のために用いる核兵器搭載軍事衛星である」との報せが国際特殊諜報機関「VSSE」のもとに届いた。
VSSEは急遽、同社にクリスティー・ライアンをスパイとして潜入させ、この件に関する情報収集を行わせる。クリスティーは情報を入手したが、リークしている現場を同社の私兵部隊に発見され、拘束されてしまう。
VSSEは現地に凄腕工作員のキース・マーティン、ロバート・バクスターのコンビを派遣。彼女の保護と情報の受け取りを指示した。

### ステージ
ステージ1
エリア1…VSSEエージェントのキースとロバートは、クリスティーが所持していた軍事衛星についての情報が入っているノートパソコンを確保するため、NDI社幹部：ヤコフ・キニスキーを追って、街中で大規模な銃撃戦を展開する。終盤では、大型輸送トレーラーに乗っていた大量のNDI社私設軍兵士たちと戦う。
エリア2…引き続き、ヤコフを裏通りで追跡する。序盤ではNDI社私設軍兵士たちが坂道を利用し樽を大量に投げつけてくる。終盤では、ヤコフが投げ捨てたマシンガンを使い、NDI社お抱えの装甲車と一戦を交える。
エリア3…武装クルーザーに乗って逃げるヤコフと、運河でボートチェイスを繰り広げる。
ステージ2
エリア1…確保したノートパソコンから軍事衛星が鉄道で運搬されるという情報を得た2人はそれを阻止すべく、駅のある森林地帯へ向かう。森林を経て、装甲車による襲撃を受けながらも2人は駅に辿り着く。
エリア2…2人が駅を制圧した直後、列車が発車してしまう。急いで最後尾の列車に乗り込んだ2人は、列車客室、貨物車両でNDI社私設軍兵士たちと戦う。
エリア3…列車の先頭に到着するも、衛星はヘリコプターで直接メガフロート（水上基地）へ運ばれてしまう。その後、NDI社幹部であり、アーネスト・ディアズ会長の忠実な部下であるバフ・ブライアントと決戦。
ステージ3
エリア1…NDI社の本拠地でもあり、ロケット発射基地があるメガフロートに突入した2人は、多数のNDI社私設軍兵士を相手に孤軍奮闘する。その刹那、NDI社に雇われた伝説の殺し屋:ワイルド・ドッグが立ちはだかる。
エリア2…ワイルド・ドッグとの戦闘に、NDI社会長：アーネスト・ディアズも参戦し、戦闘は激化する。
エリア3…2人の攻撃により昏倒したワイルド・ドッグは自爆。2人はクリスティーを人質に取ったディアズを追い、ロケット発射台の最上階に通じるエレベーターでディアズと彼の部下たちと交戦する。終盤では追い詰められたディアズが試作の軍事衛星に乗り込み、VSSEたちとの最終決戦に持ち込む。

### クライシスミッション紹介
本作から家庭版オリジナルステージとして、「クライシスミッション」と呼ばれるミニゲームモードが追加されている。
ストーリーは事件から1ヶ月後、事件をあらゆる角度で分析した結果、NDI社の持っていた戦力が予想以上であったことを危惧したVSSEが、所属する全エージェントの戦力を図ることを対象とした大規模な演習を、NDI社から接収したメガフロートを含む事件の舞台となった箇所で行うというもの。
プレイヤーはキース・マーティンとして、VSSEの士官を相手に、特殊な演習弾（殺傷能力はほとんどなし）を用い、6日間に渡る演習に参加することとなる。
演習の内容は、敵を一定人数倒す、一発で敵を倒す、一定の得点以上を稼ぐといった内容に分かれており、半数以上達成しないと次の日に進めない。
また、アーケードモードには存在しない“撃ってはいけない対象（=民間人）”もいる。

## 登場人物

### VSSE
全世界のあらゆる問題に対して諜報員を送り込み、対処する国際特殊諜報機関で、「Vital Situation,Swift Elimination」が正式名称である。
今回の「スターライン・ネットワーク計画（NDI社による核軍事衛星打ち上げ）」阻止には、スパイのクリスティー・ライアン、エージェントのキース・マーティンとロバート・バクスターの3人を送り込んだ。

#### VSSEエージェント （主人公）
キース・マーティン / Keith Martin（1P側主人公）
金色の髪のイギリス人。27歳。SAS（英国陸軍特殊空挺部隊）出身で、爆発物の取り扱いに長けている。
暗号名（コードネーム）は天使を意味するケルブ（Cherub）。表の職業は映画の特殊効果担当スタッフ。
クライシスミッションの主人公でもあり、事件後に休暇を取っていたところ、大規模演習に参加することとなる。
フラッシュライトを装着したシルバースライドのH&K MARK 23拳銃を使用し、ムービーシーンでは基本的に拳銃を片手で構える。
ロバート（2P側）が彼を誤射すると、1000点減点となる。
ロバート・バクスター / Robert Baxter（2P側主人公）
黒髪のアメリカ人。29歳。Navy SEALs（米国海軍特殊部隊）出身。あらゆる乗り物の操縦技能を持っており、ステージ3の開始時のデモでは、敵から奪ったヘリコプターでNDI社メガフロートへ向かう際の操縦を担当している。
暗号名（コードネーム）は神話上の怪物を意味するグリフォン（Griffon）。表の職業は通学バスのドライバー。
フラッシュライトを装着したブラックスライドのH&K MARK 23拳銃を使用するが、キースと違い、基本的に拳銃は両手で構える。
キース（1P側）が彼を誤射すると、1000点減点となる。
リチャード・ミラー / Richard Miller
VSSE最強のエージェントでVSSE特殊工作員の中の切り札。寡黙な男だが、部下からの信頼は厚い。『タイムクライシス』の主人公。
今回はPS2版のクライシスミッション最終日の相手として、キースの前に立ちはだかる。今回はキースと同じシルバースライドのH&K MARK 23拳銃を使用している。

#### VSSEスパイ
クリスティー・ライアン / Christy Ryan（ヒロイン）
アメリカ人。24歳。
わずか17歳でハーバード大学を卒業する秀才。VSSE特殊諜報員で、NDI（ネオダイン・インダストリー）社会長：アーネスト・ディアズの秘書としてNDI社に潜入していた。
そのことがNDI社に発覚し、逃亡を余儀なくされるが、情報をVSSE本部に報告していたところをヤコフ・キニスキー率いる、NDI社私設軍部隊に拉致されてしまう。
キース、ロバートの2人には信頼をおいている。
ステージ3-3の前半部で、ディアズの「盾」にされ、彼女を誤射すると、5000点減点となる上に一定時間ディアズを攻撃できなくなる。終盤ではディアズによりロケット発射台に突き落とされそうになるがキースとロバートが引き上げたためになんとか助かった。その後、NDI社の1人乗りボートで脱出。キースとロバートと合流し、最終的にはVSSEが派遣したタンデムローターにより引き上げられる。
PS2版のみ、ステージ1開始前にNDI社のメガフロートに設置されていたライトを鉄塔からグロック拳銃で破壊し、海（よく見ると近くにモーターボートがある）へと飛び降りて逃走するムービーシーンが追加されている。

### NDI（ネオダイン・インダストリー）社
会長にして元軍人であるアーネスト・ディアズが率いる今作の敵組織。

#### NDI社幹部（ボスキャラクター）
ヤコフ・キニスキー / Jacob Kinisky
ロシア系白人。35歳。ステージ1のボス。タイムクライシスシリーズで唯一のスラヴ民族の登場人物。
元KGB（ソ連国家保安委員会）工作員でソ連の崩壊を機に西側へ渡り、NDI社の幹部社員となった。
サングラスを掛け紺の帽子とスーツ、白いカッターシャツ、赤いネクタイを着用。甲高い声で笑う。洞察力にも長けており、クリスティー・ライアンによる情報リークを発見したのも彼である。クリスティーに躊躇なく鉄拳制裁で気絶させるなど、情け容赦ない性格。
逃走したクリスティーを部下と共に追跡し拉致、彼女が所持していた軍事衛星についての情報が入っているノートパソコンを奪取するも、直後にキースとロバートらVSSEエージェントたちの襲撃を受け逃走。
その後、部下が多数乗っていた大型輸送トレーラー、自身が所持するサブマシンガンの銃撃、装甲車を用いてVSSEたちの足止めをしようとするが、失敗に終わる。
最後は武装クルーザーに乗り込み、VSSEたちと水路でボートチェイスを繰り広げる。最後はVSSEたちの銃撃で部下は全滅、追いつめられた本人もサブマシンガンで抵抗したが敵わず、銃撃で止めを刺された。直後にクルーザーはコントロールを失い、川の上の建造物に激突して爆散した。その際、回収されたノートパソコンから、軍事衛星が列車で運び出されることが判明する。
ステージ1-2で、彼の帽子を4回撃ち落とすと得点兵のみが登場し、なおかつ装甲車との戦闘を回避できるボーナス面へ行ける。
PS2版では、カッターシャツの色がオレンジに変わっている。また、アーケード版からモーションキャプチャし直されているムービーシーンでは、大きな身振り手振りをする。
また、PS2版で追加されたステージ1開始前のムービーシーンにも登場し、クリスティーが破壊したライトの爆発で倒れている。
バフ・ブライアント / Buff Bryant
アメリカ生まれの黒人で筋肉質で大柄な男。33歳。ステージ2のボス。
NDI社会長アーネスト・ディアズの腹心で、彼の軍在籍時代からの部下。サングラスを掛け白のカッターシャツ、サスペンダー付き紺ズボン、赤いネクタイ、茶色い靴を着用。野太い声で笑う。
ステージ2-2で、VSSEたちが乗車する鉄道が出発する場面と窓硝子が割れる場面で一瞬姿を見せており、「ハンドバルカン」と呼ばれる軽量のガトリングガンでガラスを割る。その後、軍事衛星を運んでいた2両の列車の先頭車両の上でVSSEたちに挑む。本作に登場するボスの中では唯一部下を動員せず、単独で直接対決を仕掛けてくる。
最初は先頭車両に取り付けられている砲座からハンドバルカンを交互に乱射してくる。この時、こちら側に向けられている時は全て命中弾である。ある程度攻撃すると、今度は人間離れした怪力を持って大型のミサイルを持ち上げて武器に使い、殴打と振り回しを行う。ミサイルを吹き飛ばされた後は、ヘリコプターのキャビンに乗り込み、そこからハンドバルカンで掃射してくる。
最後はVSSEたちの銃撃でハンドバルカンを連射したまま大きく仰け反ったことで、弾丸がヘリコプターの上部を貫いてしまい、爆発に巻き込まれて死亡した。直後にヘリコプターが橋に墜落して破壊、この予想外のトラブルにVSSEエージェントは慌てて列車の最後尾に走り出す。結果として2台の列車は谷底へ落下したが、VSSEエージェントは危機一髪の所で列車から脱出して橋に掴まったことで事なきを得た。その際、NDI社の部下を撃ち倒してヘリコプターを奪取しており、その機体でメガフロートへ直接向かうことになった。
PS2版のステージ2開始前のムービーシーンでは、ディアズからの通信でヤコフが返り討ちにされてクリスティーから奪還したデータの回収に失敗し、これによってVSSEたちに軍事衛星を積んだ列車の場所を特定されたことに怒り、通信を終えた後の無線機を素手で叩き潰すシーンが追加されている。
ワイルド・ドッグ / Wild Dog
巨大犯罪組織「ワイルド・ドッグ」の元締めだった人物で「山犬」という意味のコードネームを持つ国籍不明で年齢不明の伝説の殺し屋。
今回はNDI社に雇われ、ステージ3-1、ステージ3-2のボスとして登場。茶色のコート、紺のカッターシャツ、サスペンダー付き茶色のズボン、赤いネクタイを着用。戦闘の前にコートを脱ぎ捨てるシーンも健在。
リチャードとの銃撃戦に敗北して左腕を失い、顔に傷痕がある。改造手術でサイボーグになり、左腕の義手に仕込まれているガトリングガンとモーゼルC96でVSSEに攻撃してくる。終盤では、アーネスト・ディアズ会長と共闘し、飛び蹴りも仕掛けてくる。最後はVSSEの度重なる攻撃で追い詰められ、自爆した。
ステージ3-1で彼に25発以上撃ち込むと最後の攻撃ポイントで登場する敵兵が全て得点兵になる。また、この時はワイルド・ドッグの攻撃の命中弾が無くなる。
アーネスト・ディアズ / Ernesto Diaz
アメリカ人。64歳。ステージ3に登場する最終ボスにして、本件の首謀者。
ネオダイン・インダストリー社の会長にして元軍人。世界征服の野望に燃え、今回の事件を企てた。オープニングムービーでは「スターライン・ネットワーク」計画についての演説を自ら行っている。
白髪交じりで額左側に軍在籍時代に受けたと思われる大きな傷跡がある。部下であるワイルド・ドッグやVSSEスパイのクリスティーに対し敬語を使ったり、試作機の軍事衛星でVSSEたちに挑むことを詫びたりと紳士的な振舞いを見せるが、クリスティーを後述の様に盾にするなど、目的達成のためなら卑劣な手段をも用いる利己的な面も有する。
ステージ3-2でVSSEたちに対し、4連装ロケットランチャーを装備し登場、凄まじい跳躍力でワイルド・ドッグと共闘する。ステージ3-3では、捕らえたクリスティーを盾にしながら銃撃する。この時の銃弾は全て命中弾である。
ステージ3-3の終盤でクリスティーを捨て、試作型の軍事衛星に自ら乗り込み、最後の戦いを仕掛けてくる。最期は衛星が破壊された上に本人も銃撃で止めを刺され、本物の核軍事衛星を積んだロケット発射台に衛星の残骸と共に転落し、爆炎の中に消えた。
さらに試作型の軍事衛星の残骸がロケットの燃料タンクに当たって大爆発を起こし、NDI社お抱えのロケット発射用のメガフロートは大炎上した。
PS2版のクライシスミッションでのストーリーによると、NDI社の核兵器搭載軍事衛星の存在は一般には公表されず、前述のメガフロートの大炎上は単なる通信衛星の打ち上げ失敗事故として報道された。

#### NDI社私設軍兵士（一般兵）
ネオダイン・インダストリー社（NDI社）の私設軍兵士たちを紹介する。また、ここでは命中する攻撃のことを「命中弾」と表現する。
ここでは兵士の呼称についてタイムクライシス2の公式サイトで発表された名称を用いる。
一般兵（青）
一般兵の中でもっとも多く登場する兵士。青い戦闘服にグレーの防弾チョッキ、肘当て、膝当て、黒の目出し帽を着用している。命中率は低い。
この兵のみ4種のグラフィックパターン（黒人、防塵マスクを着用しゴーグルを装備、防塵マスクとゴーグルを着用）が存在する。しかし、見た目が異なるだけで能力、得点は同じである。
武装は、（隊長兵含む）何れの一般兵もグロック拳銃である。
一般兵（赤）
通称「赤兵」。外見は赤い戦闘服であること以外、一般兵（青）の基本タイプと同一。
とても命中率が高い兵士。初弾は必ず命中弾である。急に画面横から現れたりすることも多い。
一般兵（黄）
通称「得点兵」。倒すと、5000点もの高得点が得られる。外見は色以外は一般兵（青）の基本タイプと同一。
直接戦闘には加わらず、はるか遠くに出現したり、画面端に一瞬登場したりと意表をついたパターンが多い。
1人プレイ時は、特定エリアで条件を満たすと黄色兵が大量に登場する隠しルートへ進むことができる。
一般兵（茶）
通称「分岐兵」。常に2人1組で行動する兵士。この2人のうちどちらを最初に倒したかによって、次のルートが決まる。
外見は色以外は一般兵（青）の基本タイプと同一で、命中率も低め。1人プレイ時にしか出てこない。
隊長兵
一般兵を統率する兵士。一般兵（青）より、若干命中率が高い。各エリア間に1〜3人登場する。
アーケード版ではステージ1〜2では白い都市迷彩服とヘルメットに黒の防弾チョッキ、肘当て、膝当て、夜間のステージ3では紺の戦闘服とヘルメットに、グレーの防弾チョッキを着用。
PS2版ではデザインが変更されており、全ステージ白色の戦闘服に防塵マスク、アーケード版とは形状が異なるヘルメットを着用している。
ナイフ兵
大振りのサバイバルナイフを装備した兵士。黒の戦闘服に森林迷彩のフェイスペイント、防弾チョッキ、バンダナを着用している。
トリッキーな動きでプレイヤーを翻弄し、遠距離からナイフを投げてくるかと思えば、いきなり目の前に現れて斬りつけたりもする。ナイフは撃ち落すことができない。
手榴弾兵
その名のとおり手榴弾を投げてくる兵士。緑の迷彩服と野球帽を着用している。手榴弾はナイフと違い破壊可能。
手榴弾を1個投げた後は拳銃で撃ってくる。また、命中率は低い。ステージ2-1に登場する1名のみ拳銃を使わず手榴弾を投げ続けてくる。
水中兵
ヘルメットが特徴的な兵士。背中の水中ジェットを使って水中から飛び上がり、両腕のカッターで攻撃してくる。ステージ1-3のみ登場。
ミサイル兵
4連装ロケットランチャーを装備した兵士。外見は手榴弾兵と同一。命中率が高く連続で命中弾を発射してくることが多い。ただし、動きがやや鈍い。
また、ステージ1-1の最後の攻撃ポイントに登場する、大型トレーラーの上から攻撃してくるミサイル兵たちは、2発撃ち込まなければ倒せないようになっている。
マシンガン兵
ブルパップ式のFAMASアサルトライフルを装備した兵士。外見は手榴弾兵やミサイル兵と同一。あたりかまわず連射してくるため命中率が高め。
ステージ2-1の装甲車と対峙する直前の場面のみ、ヤコフ・キニスキーのものと同じサブマシンガンを使用しており、それをVSSEエージェントたちが奪取、装甲車に対して使用する。

## 登場兵器
巨大企業であるNDI社の私設軍には、様々な兵器が配備されている。また、VSSEの方も、専用の特殊車両が登場する。
軍用トラック
NDI社が長距離用大型トレーラートラックを改造したもの。装甲面などの改造が施されている。武器類は一切装備していないが、一度に大量の兵士を運べる。
ステージ1-1の最後にヤコフが運転する形で登場し、橋を体当たりで壊した後横転し、停止する。登場する敵を全員倒すと、運転席が爆発する。
装甲車
NDI社所有の3×3輪の装輪装甲車で、車種はVAB装甲車。ブローニングM2機関銃と、対戦車ミサイルの砲塔を装備している。砲塔部を撃てば早く壊せる。
ステージ1-2の終盤、ステージ2-1の中盤の2回戦うことになり、直前に敵が落としたマシンガンを使って戦う。前者は1人プレイの場合ボーナス面に入ることで回避できる。
2人プレイの場合は片方がヤコフ・キニスキーが投げ捨てたマシンガンを持って装甲車と戦い、もう片方はボーナス面で通常の兵と戦う。どちらかが素早く敵を全滅させると、もう片方の援護に入る。
後者は直前のマシンガン兵が落とした2丁のマシンガンをそれぞれが持って戦う。
攻撃ヘリコプター
輸送用ヘリコプターにミサイルランチャーを後付した武装ヘリコプターで、機種はMD 520N。搭載されたミサイルランチャーからミサイルを発射して攻撃してくる。
ステージ3-2では3機同時に登場してVSSEを襲撃するが、『1』で登場した攻撃ヘリコプターと比較すると非常に脆弱で、攻撃ヘリコプター本体に撃ち込むと9発、パイロットに撃ち込めば5発で撃墜できる。
なお、ステージ2-3の終盤、バフ・ブライアントが列車からこの攻撃ヘリコプターに乗り換えてハンドバルガンを乱射するが、この攻撃ヘリコプターには何発撃ち込んでも撃墜できない。
PS2版のクライシスミッションの中には、これに乗り込んで列車上の敵と戦うステージがある。
輸送ヘリコプター
NDI社およびVSSEが所有するタンデムローターの輸送ヘリコプターで、機種はCH-47D。人員輸送用のため、武装は搭載されていない。
NDI社は黒の迷彩に同社名やモットーが施された個体、VSSEはグレーの洋上迷彩に底面に天使の絵が施された個体を使用している。
軍用ボート
NDI社の一人乗りボート。武器は一切装備していないものの、船体にケプラーを混入してあり、ある程度防弾できる。
VSSEもステージ1-3で放置されていた3隻の内2隻を使用し、クルーザーに乗って逃げるヤコフ・キニスキーを追う。
エンディングでクリスティーが脱出のために乗っていたボートでもある。
クルーザー
ステージ1ボスのヤコフ·キニスキーが乗る、武装クルーザー。大型のガトリングガンを2門装備している。
クライシスミッションには、ガトリングガン非装備の個体やガトリングガンを3門装備した個体も登場する。
武装混合列車
NDI社が下記の軍事衛星輸送用に用意した2本の混合列車で、車種はFT型ディーゼル機関車（Fシリーズ）。
この内、バフ・ブライアントが追跡に使用した編成は、砲台搭載の戦闘車両や貨車の1両にミサイルが積まれた武装列車となっている。
戦闘車両に搭載された砲台は特に攻撃しなくても敵兵を全滅し次のシーンに移る際に勝手に爆散するが、こちらから銃弾を撃ち込むことでも爆破可能で、その際は10,000点のスコアボーナスが手に入る。
機関車も後部が改造され、屋根の高さを削ったうえバルカン砲を設置可能な砲台が備えられており、バフ・ブライアントはこの砲台にてVSSEを待ち構えていた。
核軍事衛星
NDI社が極秘裏に開発した軍事衛星。今回の事件の原因となった。NDI社によって開発された64基の低軌道周回通信衛星の中に数基紛れている。
核兵器が搭載されており、衛星軌道上から核兵器を発射する。この衛星はVSSEが到着した時には打ち上げのために既にロケットに搭載されており、ゲーム中に交戦はしない。
ゲーム中で交戦する個体は試作機である。試作機は核兵器の代わりに、レーザー兵器2門と3連ミサイルが4門装備されている。衛星本体より、ディアズを撃った方が与えられるダメージが多い。
PS2版のクライシスミッションでは複数の試作機が登場する。
VSSE専用特殊車両
VSSEエージェントの2人が搭乗する特殊車両（運転はキースが担当）で、車種はアルピーヌ・A310 V6 GTブローニュ。
見た目は単なる小ぶりなスポーツカーだが、エンジンルーム上面の追加装甲などの構造変更や非常に高度な防弾処理が施されており、爆発にも耐えうる。
その見た目に反した重い車体に、それを動かすための強力なエンジンを搭載しているため、生半可な運転技術で手に負える代物でなく、運転できる者が限られている。
ステージ2-1のムービーシーンに登場し、ステージ2-1の最初の攻撃ポイントでキースが隠れる障害物となる。

## PlayStation 2版
2001年にはPS2に移植、発売された。PS2専用の銃型コントローラー、ガンコン2の対応ソフト第1弾タイトルでもあり、ガンコン2との同梱版から先に発売され（同時にガンコン2単品版も発売）、ソフト単品版はその後遅れての発売になった。

### PS2版の特徴
- 移植にあたり、マシン（基板、ハード）スペックの向上に合わせて、グラフィックがリメイクされ、画質が向上。また、一部演出や描写の追加や変更も行われた。
- 文字フォントやゲーム画面の表示アイコンなども新たに変更や描き下ろしが行われている。
- ガンコン2使用時、通常はボタンでリロード（&隠れる）動作を行うが、ガンコン2をUSBに接続してある状態でさらにコントローラー端子に何らかのコントローラーが接続されていると、そのコントローラーのボタンが全てリロード動作を行う機能になる。これにより、アーケード版と同様の「リロードペダル（代わりのボタン）を踏む / 離す」操作を再現可能。

### 2人協力プレイについて
方式として以下の2種類が用意されている。なお、ゲーム内のクレジットは2人で共有となる。
- 「本体（ハード）とソフトとモニター（テレビ）をそれぞれ1つずつ、コントローラー2個使用する」方式：1台のモニターに2人分の2画面を表示する、コントローラー以外は1つずつのみで可能な方式。環境を整えやすいが、代わりにモニターの画面サイズにもよるが、必然的に1人辺りの画面が小さくなる。
- 「本体（ハード）とソフトとモニター（テレビ）とコントローラーをそれぞれ2つずつに加えてiLINKケーブルを使用する」方式：アーケード版と同様に1人で画面1台を扱える方式。それぞれに『タイムクライシス2』のディスクが入った本体2台同士の前面にあるiLINK端子同士を、iLINKケーブルで接続することでプレイできる（iLINK端子が搭載されている前期〜中期までの本体で可能[注 23]）。コントローラーはそれぞれの本体にプレイヤー1人分の1個ずつを接続する。前述の方式と異なり狭苦しさは解消されるが、「本体・ソフト・モニター・コントローラー」一式を2セットも用意する必要があり、加えて場所も取るため（ガンコン2を使う場合はブラウン管モニターのみでしか使えないため、さらに場所を要する）、環境を整えるのに手間と費用と工夫が必要になり難しいものになっている。また、この方式による2人協力プレイでクリアした後のスコアランキングはセーブ不可能。

### 追加モード
追加要素として、ダブルガンモード、エクストラゲームス、クライシスミッションが追加された。
- - ダブルガンモードは通常のアーケードモード（本編）を二丁拳銃で遊べるモードで、必要なコントローラー数は2つ。ガンコン2を二丁使用可能。ただし本編とは異なり、本作はPS2専用マルチタップやUSBハブに対応しておらずコントローラーを2つまでしか接続できないため、ダブルガンモードでの2人協力プレイは不可能。
  - エクストラゲームスは様々なミニゲームが遊べるモードで、射撃訓練の「シューティングレンジ」の他、往年の同社で同ジャンルのエレメカアーケードゲームである『シュータウェイ2』と『クイック&クラッシュ』が収録という形で移植されている[5]。

## トピックス
- 今作では前作のインドアステージからアウトドアステージに舞台を移し、その設定を生かすために水路でのボートチェイスや列車のシーンを採用した。しかし敵味方が動きながらの処理は複雑で、列車のシーンは1度、水路は2度、作り直したという逸話がナムコ広報誌の『ノワーズ』20号に記載されている。
- 本シリーズのアーケード第8作目の『タイムクライシス5』は時系列上今作の未来を舞台とするが、今作主人公のキースとロバートが重要人物として登場し、さらにヒロインのクリスティーも名前のみながら登場するなど、今作を多分に意識した内容となっている。